# ISO 3103

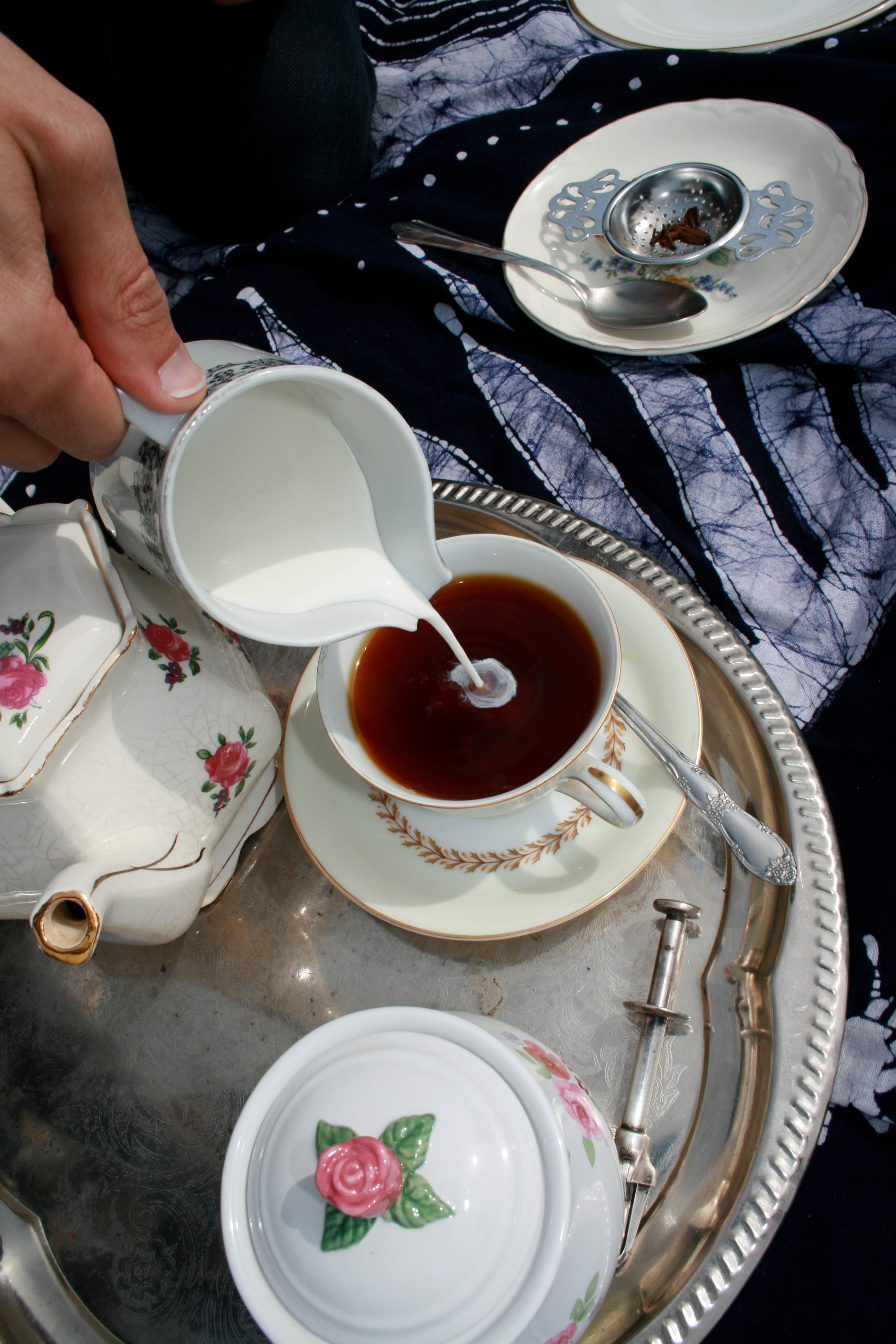
Le caratteristiche organolettiche del te sono influenzate da molteplici fattori.

L'ISO 3103 è uno standard pubblicato dall'International Organization for Standardization (comunemente indicata come ISO), che specifica il metodo standardizzato per la preparazione del tè. È stato originariamente redatto nel 1980 come standard britannico BS 6008:1980, e quindi ripreso dalla commissione tecnica 34 dell'ISO (prodotti alimentari), sottocommissione 8 (tè).
L'abstract definisce quanto segue:
Lo standard non intende definire l'unico metodo corretto per la preparazione del tè, bensì unicamente la documentazione del processo di infusione in modo da permettere comparazioni sensoriali, ad esempio durante le valutazioni organolettiche del prodotto o nella definizione del profilo organolettico di un determinato tipo di tè. Un esempio di test simili è quello ad esempio per stabilire quale miscela di tè scegliere per una particolare miscela al fine di mantenerne costanti i parametri, indipendentemente dalle variabili di cui il prodotto risente a seconda dei periodo di raccolto.
Questo lavoro ha vinto il premio Ig Nobel per la letteratura nel 1999.

## Dettagli
- La tazza-teiera deve essere di porcellana bianca o terracotta smaltata con un bordo parzialmente dentellato, e deve avere un coperchio non stretto che si adatti in maniera imperfetta lasciando un certo gioco
- Se si utilizza una teiera larga, deve avere un volume massimo di 310 mL (± 8 mL) e pesare 200 g (± 10 g)
- Se si utilizza una teiera piccola, deve avere un volume massimo di 150 mL (± 4 mL) e pesare 118 g (± 10 g)
- Nella tazza-teiera vanno posti 2 grammi di tè (misurati con un'accuratezza di ± 2%) per 100 mL di acqua bollente
- L'acqua appena bollita va versata nella teiera fino a raggiungere 4–6 mm dall'orlo
- L'acqua utilizzata non deve essere dura
- Il tempo di infusione totale deve essere di 6 minuti
- Il tè preparato va quindi versato in una tazza di porcellana bianca o terracotta smaltata
- Se si usa una tazza larga, deve avere una capacità di 380 mL e pesare 200 g (± 20 g)
- Se si usa una tazza piccola, deve avere una capacità di 200 mL e pesare 105 g (± 20 g)
- Se il test utilizza il latte, allora deve essere aggiunto prima del versamento del tè infuso, a meno che la normale abitudine d'uso non preveda l'aggiunta successiva
- Il latte aggiunto dopo il versamento del tè è gustato al meglio se la bevanda è fra i 65 e gli 80 °C
- Vanno aggiunti 5 mL di latte per la tazza grande, o 2,5 mL per la tazza piccola, se utilizzato

## Standard concorrenti
Nel 2003, la Royal Society of Chemistry ha pubblicato un articolo intitolato "Come preparare una perfetta tazza di tè".

## Standard correlati
Altre norme ISO definiscono le metodiche di indagine del tè sui contenuti dei principali costituenti del tè. Esse sono:
- ISO 14502-1:2005[5]

Determinazione delle sostanze caratteristiche del tè verde e nero - Parte 1: Contenuto di polifenolitotali presenti nel tè - Metodo colorimetrico con reattivo di Folin-Ciocalteu
- ISO 14502-2:2005[6]

Determinazione delle sostanze caratteristiche del tè verde e nero - Parte 2: Contenuto delle catechine nel tè verde - Metodo mediante cromatografia liquida ad alte prestazioni
- ISO 11286:2004[7]

Tè - Classificazione dei gradi di analisi granulometriche
Altre norme correlate direttamente e indirettamente alla norma ISO 3103 sono rintracciabili sul sito di Amazon.